# Trường Đại học Bà Rịa – Vũng Tàu
Trường Đại học Bà Rịa – Vũng Tàu (tiếng Anh: Baria-Vungtau University) là trường đại học đa ngành ở tỉnh Bà Rịa – Vũng Tàu, thành lập năm 2006, định hướng ứng dụng, phát triển trong hệ thống giáo dục đại học của Việt Nam, đạt chuẩn kiểm định quốc gia năm 2019 .
Mục tiêu của Trường Đại học Bà Rịa – Vũng Tàu là trở thành trường đại học ứng dụng có uy tín trong nước và quốc tế, đạt chuẩn kiểm định chất lượng AUN, cung cấp nguồn nhân lực chất lượng cao cho tỉnh Bà Rịa – Vũng Tàu và cả nước.

## Quá trình hình thành
- Trường Đại học Bà Rịa – Vũng Tàu được thành lập theo Quyết định số 27/QĐ-TTg ngày 27 tháng 1 năm 2006 của Thủ tướng Chính phủ [3].
- Khai giảng khóa đầu tiên: ngày 28 tháng 10 năm 2006. Khóa 01 có năm ngành đào tạo: Công nghệ kỹ thuật điện, Tin học, Kế toán, Quản trị kinh doanh và Tiếng Anh.
- Năm học đầu tiên 2006-2007 có các khoa:

1. Khoa Khoa học cơ bản
2. Khoa Điện – Điện tử
3. Khoa Công nghệ thông tin
4. Khoa Kinh tế
5. Khoa Ngoại ngữ
6. Khoa Quốc tế.

- Năm 2008 Trường phát triển thêm hai khoa: Khoa Hóa học và Công nghệ thực phẩm, Khoa Xây dựng – Cơ khí;
- Khánh thành cơ sở II, tại 01 Trương Văn Bang, phường 7, thành phố Vũng Tàu, tháng 10 năm 2018. Đây là bước phát triển quan trọng về cơ sở vật chất của Trường.
- Năm 2009: Khánh thành tòa nhà B, cơ sở I, tại 80 Trương Công Định, phường 3, thành phố Vũng Tàu, tiếp tục phát triển về cơ sở vật chất, đáp ứng yêu cầu về cơ sở vật chất cho giảng dạy.
- Năm 2013: Trường tiếp tục phát triển mở rộng về cơ cấu đào tạo với sự ra đời của Khoa Đông phương học.
- Năm 2015: Đào tạo khóa I trình độ thạc sĩ ngành Quản trị kinh doanh [4].
- Năm 2016: Kỷ niệm 10 năm thành lập Trường, đón nhận Huân chương Lao động hạng Ba [5].
- Năm 2017: Đào tạo khóa I trình độ thạc sĩ ngành Lý luận và phương pháp giảng dạy học bộ môn tiếng Anh.
- Năm 2018: Thành lập Viện Đào tạo quốc tế và Sau đại học
- Năm 2019: 
  - Đào tạo khóa I trình độ thạc sĩ ngành Đông phương học
  - Đạt chuẩn Kiểm định chất lượng trường đại học của Bộ Giáo dục và Đào tạo
- Năm 2020: Đạt chuẩn chất lượng 3 sao của QS - tổ chức xếp hạng các trường đại học thế giới - Anh Quốc [6].

## Đội ngũ giảng viên
- Trường Đại học Bà Rịa – Vũng Tàu có 217 giảng viên cơ hữu. Trong đó:
  - 03 giáo sư, 10 phó giáo sư
  - 48 tiến sĩ
  - 156 thạc sĩ.
- Đội ngũ giảng viên không ngừng phát triển về số lượng cũng như chất lượng qua các năm.[7]

## Hội đồng trường và Ban Giám hiệu
Trước Luật giáo dục năm 2019, tổ chức quản trị nhà trường là Hội đồng quản trị, gồm Chủ tịch, Phó chủ tịch và các ủy viên.
 CHỦ TỊCH HỘI ĐỒNG QUẢN TRỊ
- Nhiệm kỳ 2006 - 2011: Ông Trần Văn Khánh
- Nhiệm kỳ 2011 - 2016: Ông Trần Văn Khánh
- Nhiệm kỳ 2016 - 2019: Bà Hoàng Nguyễn Thu Thảo.

CHỦ TỊCH HỘI ĐỒNG TRƯỜNG
Hội đồng trường Trường Đại học Bà Rịa – Vũng Tàu được thành lập Theo quy định tại Luật Giáo dục 2019.
Chủ tịch Hội đồng trường đầu tiên là PGS.TS. Thái Bá Cần.
HIỆU TRƯỞNG, PHÓ HIỆU TRƯỞNG
| Giai đoạn        | Hiệu trưởng                      | Phó Hiệu trưởng |
| ---------------- | -------------------------------- | --- |
| 01/2006 - 3/2009 | TS. Trần Thị Thu Hà              | - GS.TS. Ngô Văn Lược - ThS. Phan Trung Viên - TS. Nguyễn Thị Chim Lang                                             |
| 4/2009 - 8/2011  | PGS. TS.Nguyễn Quang Điển        | - GS.TS. Ngô Văn Lược - TS. Nguyễn Thị Chim Lang - ThS. Phan Trung Viên                                             |
| 9/2011 - 5/2016  | TS. Nguyễn Thị Chim Lang         | - GS.TS. Ngô Văn Lược                                                                                               |
| 6/2016 - 5/2019  | GS.TS. Hoàng Văn Kiếm            | - TS. Vũ Văn Đông - ThS. Lê Văn Toàn                                                                                |
| 7/2019 - 2/2022  | GS.TS. Nguyễn Lộc                | - PGS.TS. Phạm Đình Long - TS. Vũ Văn Đông - ThS. Lê Văn Toàn - PGS.TS. Phạm Vũ Phi Hổ - PGS.TS. Nguyễn Tiến Hoàng. |
| 3/2022 - nay     | PGS.TS.LS Nguyễn Thị Hoài Phương | - ThS. Lê Văn Toàn                                                                                                  |

## Cơ sở đào tạo
- Cơ sở 1: 80 Trương Công Định, phường 3, thành phố Vũng Tàu. Sinh viên năm thứ nhất và sinh viên Khoa Ngoại ngữ - Khoa học xã hội học tại đây.
- Cơ Sở 2: 01 Trương Văn Bang, phường 7, thành phố Vũng Tàu. Sinh viên từ năm thứ 2 thuộc các Khoa: Kinh tế - Luật, Kinh tế biển - Logistics, Kỹ thuật - Công nghệ học tại đây.
- Cơ sở 3: 951 Bình Giã, phường 10, thành phố Vũng Tàu. Nơi thí nghiệm, thực hành của sinh viên các ngành: CNTT, Điện - Điện tử, Xây dựng, Cơ khí, Hóa học, Công nghệ thực phẩm.
- Cơ sở mới, đang xây dựng: đường 3/2, phường 11, thành phố Vũng Tàu.

## Nghiên cứu khoa học
- Trung bình, mỗi năm nhà trường thực hiện 50 đề tài nghiên cứu, công bố khoa học.
- Cán bộ, giảng viên đạt nhiều giải thưởng về khoa học công nghệ cấp tỉnh hàng năm tại: Hội thi sáng tạo Khoa học kỹ thuật, Hội thi Khởi nghiệp Đổi mới sáng tạo. Nhiều đề tài nghiên cứu được ứng dụng trong giảng dạy của trường, trong sản xuất, kinh doanh của các doanh nghiệp [8][9][10][11]
- Sinh viên đạt trên 20 giải thưởng trong các cuộc thi về khoa học, công nghệ cấp quốc gia, cấp khu vực nhiều năm liền (Giải Nhì, Ba, Khuyến khích Olympic Toán sinh viên toàn quốc, giải Nhì, Ba Olympic Kinh tế lượng quôc gia; giải Ba sinh viên nghiên cứu khoa học quốc gia, giải thưởng trong các cuộc thi Hakathon, Khởi nghiệp đổi mới sáng tạo cấp tỉnh...[12][13][14]

## Hợp tác quốc tế
Trường Đại học Bà Rịa – Vũng Tàu hợp tác với nhiều doanh nghiệp, đối tác, trao đổi giảng viên viên với nhiều trường đại học nổi tiếng tại Hàn Quốc, Nhật Bản... tạo môi trường tốt nhất cho sinh viên thực hành, nghiên cứu khoa học: Công ty cổ phần Airport Hotel Management Planning, Công ty Kyodai (Nhật Bản); S.C.M và nhiều trường đại học nổi tiếng tại các quốc gia phát triển: Nhật Bản, Pháp, Hàn Quốc, Thái Lan, Đài Loan (Trung Quốc)... tạo nhiều cơ hội hợp tác quốc tế và thực tập cho sinh viên 